# Amor de barrio
Amor de barrio es una telenovela producida por Roberto Hernández Vázquez para Televisa en 2015. Adaptación basada en las telenovelas Paloma (1975) y Muchacha de barrio (1979).
Está protagonizada por Renata Notni,  Mane de la Parra, Alejandra García y Pedro Moreno, con las participaciones antagónicas de Marisol del Olmo, Jessica Coch, Gabriela Carrillo, Lisardo, Arturo Posada y Claudette Maillé y las actuaciones estelares de Julieta Rosen, Manuel Landeta, Montserrat Marañón y Queta Lavat.

## Elenco
| Actor                 | Personajes                                             |
| --------------------- | ------------------------------------------------------ |
| Renata Notni          | Paloma Madrigal / Paloma Cantoral Bernal               |
| Mane de la Parra      | Daniel Márquez Lopezreina                              |
| Alejandra García      | Laura Vasconcelos Arriaga / Laura Cruz Arriaga         |
| Pedro Moreno          | Raúl Lopezreina Cisneros                               |
| Marisol del Olmo      | Catalina Lopezreina Vda. de Márquez                    |
| Julieta Rosen         | Blanca Estela Bernal de Cantoral                       |
| Manuel Landeta        | Edmundo Vasconcelos                                    |
| Jessica Coch          | Tamara Altamirano de Lopezreina / Monalisa             |
| Marco Muñoz           | Gustavo Madrigal / Gustavo Cantoral Portillo           |
| Lisardo               | Adalberto Cruz                                         |
| Claudette Maillé      | Delfina Gómez                                          |
| Montserrat Marañón    | Rosa Arriaga de Vasconcelos                            |
| Juan Carlos Barreto   | Ariel Lopezreina                                       |
| Cecilia Toussaint     | Dalia Tovar Vda. de López                              |
| Joshua Gutiérrez      | Rodrigo López Tovar / Rodrigo Márquez Tovar            |
| Gabriela Carrillo     | Eugenia Uckerman                                       |
| Paul Stanley          | Gabriel Madrigal / Gabriel Cantoral Bernal             |
| Fernanda Arozqueta    | Dora Luz Márquez Lopezreina / Dora Luz Cruz Lopezreina |
| Queta Lavat           | Selma Aragón                                           |
| Marcela Morett        | Lic. Mirtha Beltrán                                    |
| Andrés Almeida        | Lic. Paul Dumont                                       |
| Alejandra Bogue       | Kitzia Ariadna "La araña"                              |
| Mónicca Gómez         | La Flaca                                               |
| Gilberto de Anda      | Claudio Uckerman                                       |
| Lalo "El Mimo"        | Don Cosme                                              |
| Álex Perea            | Tico                                                   |
| Carlos Speitzer       | Josh                                                   |
| Moisés Suárez         | Don Hermes                                             |
| Lucía Guilmáin        | María José                                             |
| Silvia Lomelí         | Quita                                                  |
| Miguel Ángel Loyo     | Issac Luke                                             |
| Andrea Portugal       | Mina                                                   |
| Arturo Posada         | Estanislao                                             |
| Karina Gidi           | Lic. Arusa Diluka                                      |
| Mauricio García Muela | Abraham Beristaín                                      |
| Lalo Palacios         | Hugo                                                   |
| Melina Escobedo       | Lindsy                                                 |
| Juan Ríos             | Saúl Márquez                                           |
| Emma Escalante        | Catalina Lopezreina (joven)                            |

## Premios y nominaciones

### Premios TvyNovelas 2016
| Categoría               | Persona           | Resultado |
| ----------------------- | ----------------- | --------- |
| Mejor villana           | Marisol del Olmo  | Nominada  |
| Mejor actor juvenil     | Paul Stanley      | Nominado  |
| Mejor actriz coestelar  | Alejandra García  | Nominada  |
| Mejor actriz de reparto | Jessica Coch      | Nominada  |
| Mejor actor de reparto  | Manuel Landeta    | Nominado  |
| Mejor multiplataforma   | Roberto Hernández | Nominado  |

### Premios Bravo
| Año                | Categoría          | Nominado       | Resultado |
| ------------------ | ------------------ | -------------- | --------- |
| Premios Bravo 2016 | Mejor primer actor | Lalo "el Mimo" | Ganador   |